# Komuna e Roshnikut
Komuna e Roshnikut är en kommundel och tidigare kommun i Albanien.   Den ligger i prefekturen Qarku i Beratit, i den centrala delen av landet, 70 km söder om huvudstaden Tirana.
I omgivningarna runt Komuna e Roshnikut växer i huvudsak blandskog.  Runt Komuna e Roshnikut är det ganska tätbefolkat, med 134 invånare per kvadratkilometer.